# Polyrhachis sylvicola
Polyrhachis sylvicola é uma espécie de formiga do gênero Polyrhachis, pertencente à subfamília Formicinae.